# Jules-Émile Saintin
Pour les articles homonymes, voir Saintin (homonymie).
Jules-Émile Saintin né à Lemé (Aisne) le 14 août 1829 et mort à Paris le 13 juillet 1894 est un peintre et dessinateur français.

## Biographie
Jules-Émile Saintin est l'élève de Achille Jean-Baptiste Leboucher (1793-1871), puis de Michel Martin Drolling et de François-Édouard Picot à l’École des beaux-arts de Paris, qu'il intègre le 22 septembre. Il expose des portraits au crayon au Salon des artistes français de 1850 et 1853.
En avril 1854, il part vivre et travailler aux États-Unis où il peint des portraits, des paysages et des sujets amérindiens.
Il rentre à Paris en 1860 et emménage dans un atelier au 11, rue Washington à Paris où il compose des tableaux aux thèmes américains, ainsi que des scènes de genres.
En 1876, il est désigné commissaire de l'Exposition universelle de Philadelphie.
Jules-Émile Saintin est ami de l’architecte Charles Garnier et des peintres Paul Baudry et Madeleine Lemaire.
Il est nommé chevalier de la légion d'honneur en 1877. Il habite alors au 56, rue du Rocher à Paris.

## Œuvres dans les collections publiques
États-Unis
- Baltimore, Walters Art Museum : Écolier, portrait présumé d'Henry Walters, 1860, dessin.
- Elmira, Arnot Art Museum : Deux oracles, 1872, huile sur toile.

France
- Blérancourt, musée franco-américain, fonds de dessins, dont :
  - Indien à cheval, le bras gauche levé, vers 1880, crayon, sanguine et rehaut de craie blanche sur papier chamois[6].
- Chaumont, musée de la Crèche : La Piste de guerre, 1865.
- Mâcon, musée des Ursulines : Madeleine Galichon (épouse du colonel Georges Du Teil (1852-1932)), 1889, huile sur toile[7].
- Villers-Cotterêts, musée Alexandre Dumas : Portrait d'Alexandre Dumas fils, 1888, huile sur bois[8]

Œuvres de Jules-Émile Saintin
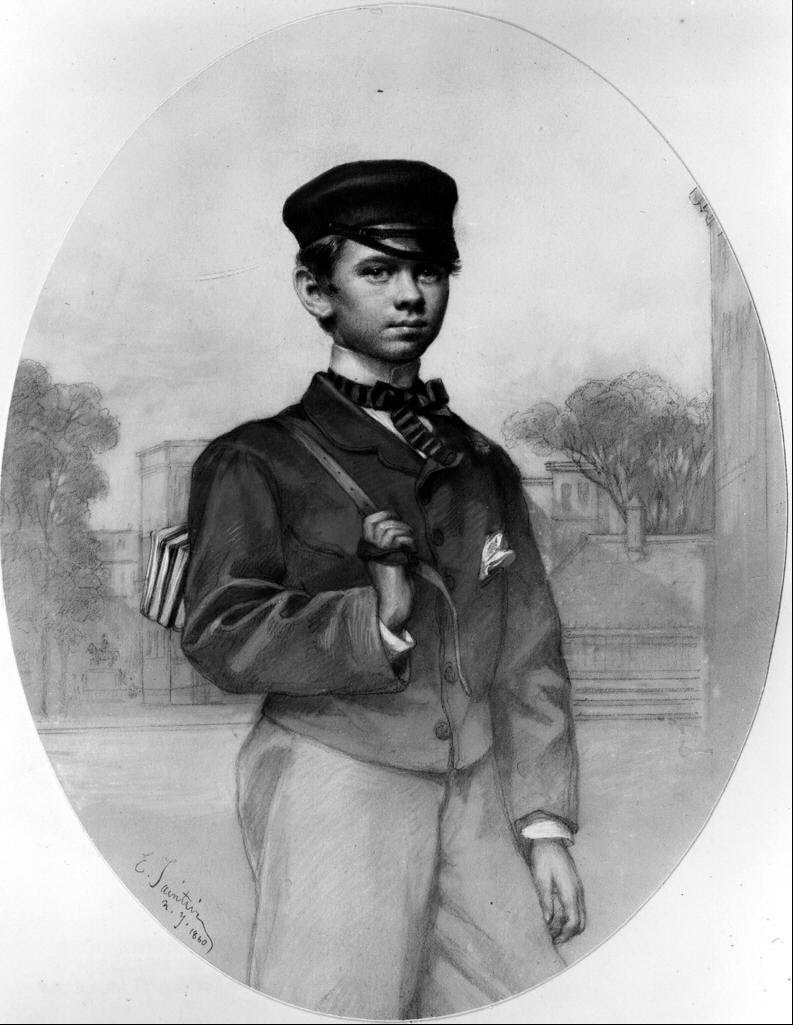
Écolier, portrait présumé d'Henry Walters (1860), Baltimore, Walters Art Museum.
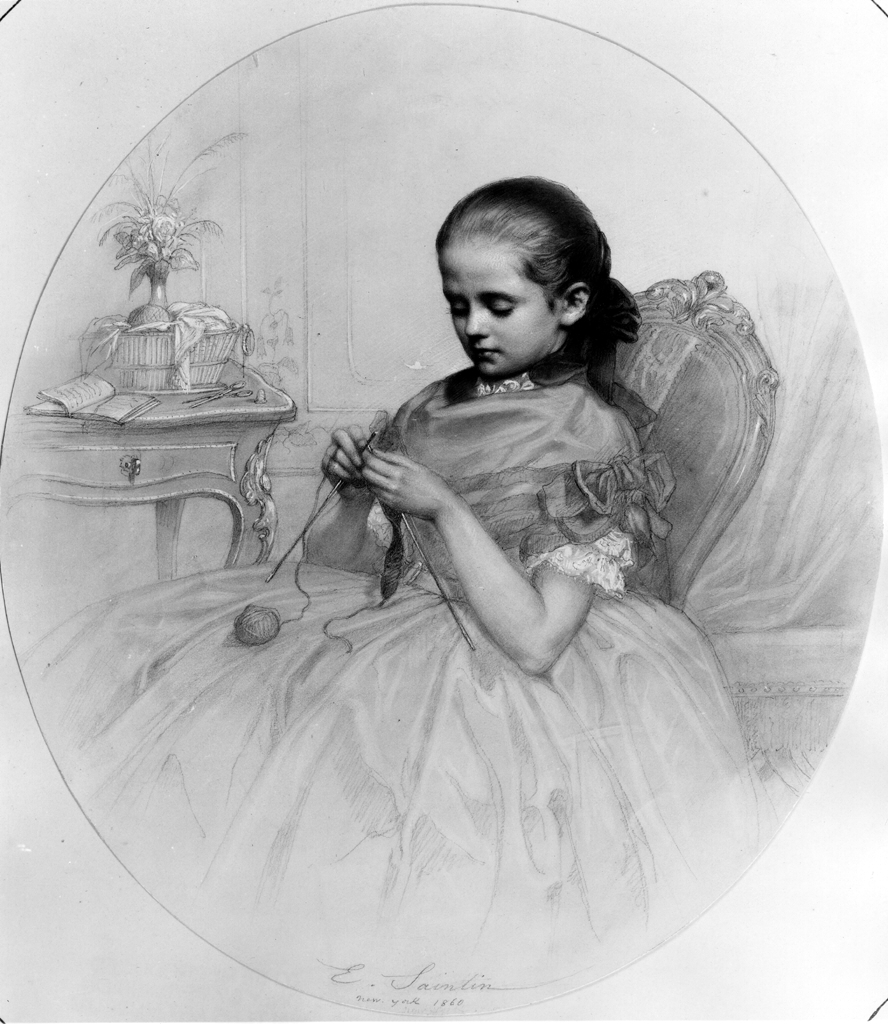
Jeune fille cousant, portrait présumé de Jennie Walters (1860), Baltimore, Walters Art Museum.
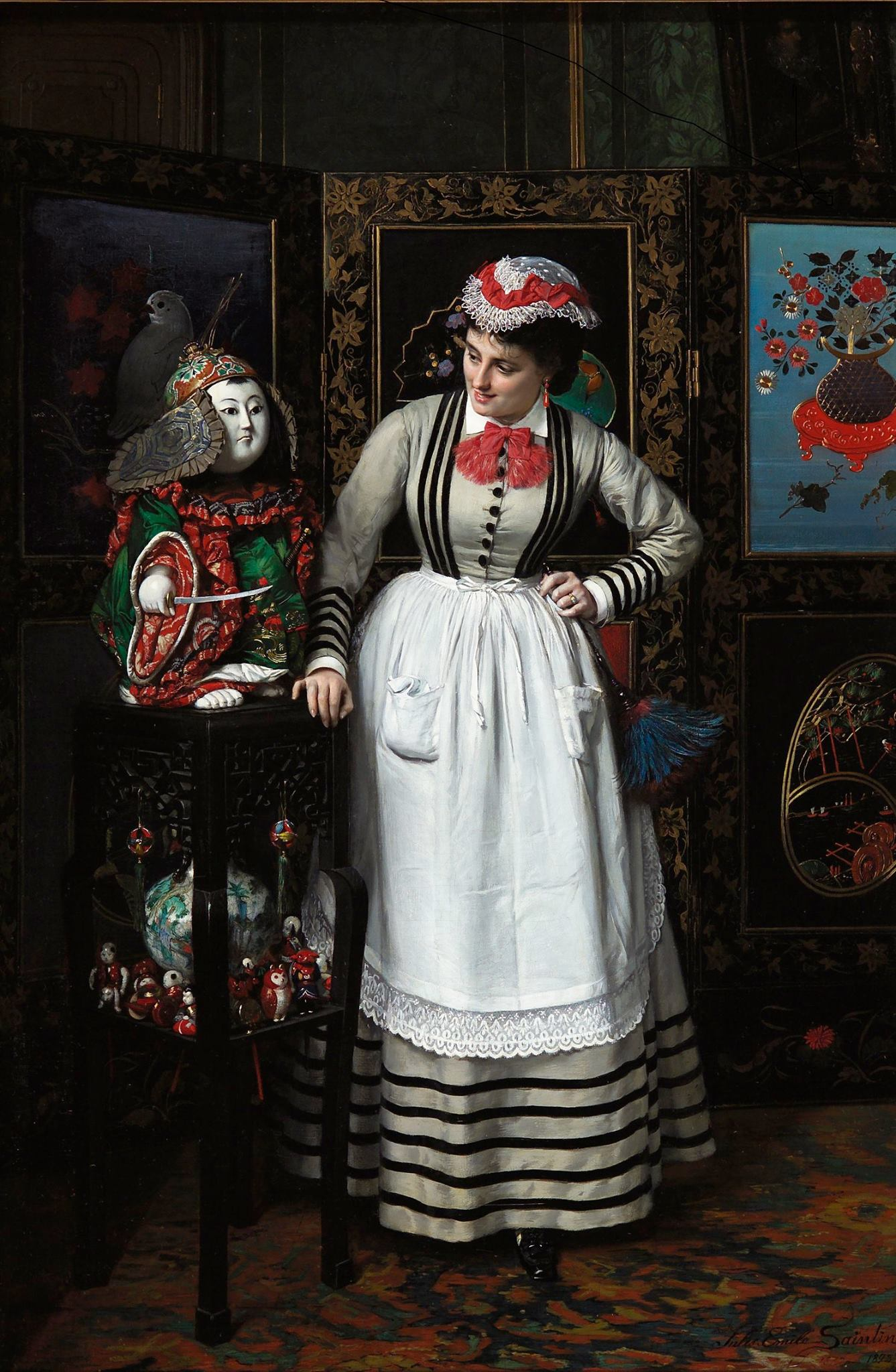
Deux oracles (1872), Elmira, Arnot Art Museum.
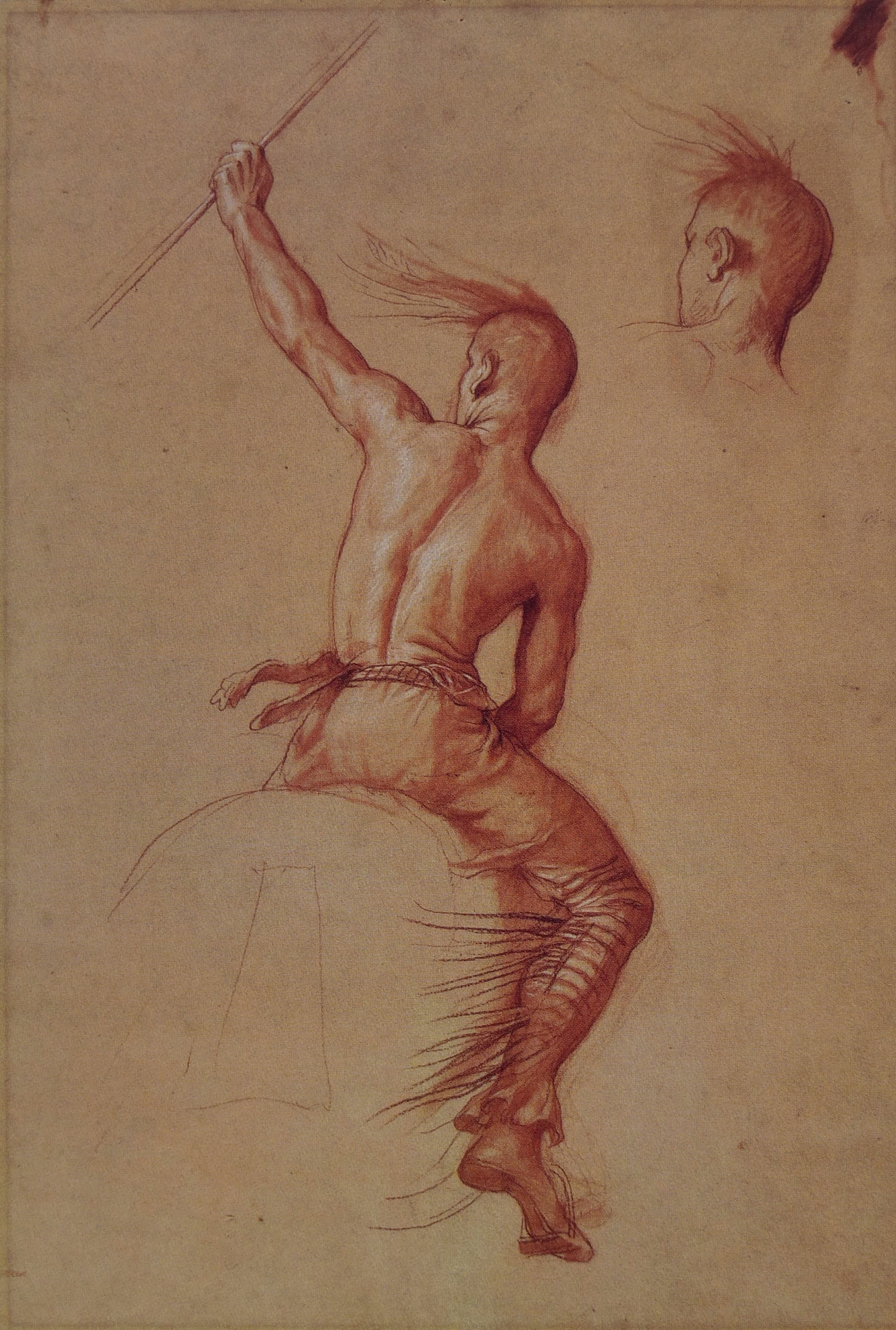
Indien à cheval, le bras gauche levé (vers 1880), Blérancourt, musée franco-américain

## Récompenses
- Médailles au Salon des artistes français de 1866, 1870 et 1886.
- Médaille de bronze à l'Exposition universelle de Paris de 1889.